# Полиновка (Федоровський район)
Поли́новка (рос. Полыновка, башк. Полыновка) — присілок у складі Федоровського району Башкортостану, Росія. Входить до складу Баликлинської сільської ради.
Населення — 6 осіб (2010; 13 в 2002).
Національний склад:
- росіяни — 92%